# Passage des Miracles
Passage des Miracles (en arabe : زقاق المدق ou Zuqāq al-midaqq) est un roman de l'auteur égyptien Naguib Mahfouz, paru en 1947.

## Résumé
Il s'agit d'un roman choral, qui décrit le microcosme d'une ruelle (le passage de Middaq) au Caire, lors de la seconde Guerre mondiale. Toute l'action a lieu presque entièrement dans ce passage et dans les rues adjacentes, toutes dans le quartier de Khân al-Khalili.

## Structure et style
La structure du roman est simple, elle suit un développement chronologique linéaire. Chaque chapitre est consacré à l'un des personnages et chaque histoire se mêle aux autres. Le roman est écrit à la troisième personne et le narrateur présente les faits de manière objective, sans les juger.
Ce roman fait partie de ce qu'on appelle la pentalogie réaliste de Mahfouz, un groupe de cinq œuvres publiées entre 1945 et 1957, qui possèdent un caractère réaliste marqué et se concentrent sur la vie quotidienne des classes populaires et de la petite bourgeoisie du Caire de l'époque.

## Intrigue et personnages
Mahfouz dépeint, à travers une galerie de personnages, une société fermée, étouffée et frustrée de désirs impossibles à satisfaire. Les personnages d'âge mûr préfèrent rester isolés dans leur misérable quartier afin de maintenir une apparence de normalité et une atmosphère dédiée au passé, au lieu de s'adapter au changement. De leur côté, les jeunes rêvent d'aventures, de richesse et de plaisirs, mais surtout de quitter ce quartier. Le Passage des Miracles est une représentation du conflit entre la tradition et la modernité, entre le passé et le présent.
Les problèmes sociaux, comme les ultimes soubresauts de la Seconde Guerre mondiale, la présence britannique en Égypte et l'instabilité du système économique demeurent au second plan, comme un décor, pendant que les habitants de la ruelle restent incapables de surmonter leurs propres problèmes. 
Personnages principaux :
- Hamida : une jeune femme belle, pauvre et ambitieuse
- Abbas al-Hélou : le barbier ingénu, amoureux de Hamida
- Karcha : le cafetier, âgé d'une soixantaine d'années, il organise des réunions de fumeurs de haschich sur sa terrasse. Homosexuel et marié, la nuit il quitte le lit conjugal pour chercher de jeunes hommes
- Hussein Karcha : fils de Karcha et ami d'Abbas, ambitieux, il rêve de quitter le quartier
- Ridwâne al-Husseini : propriétaire d'un des immeubles de la rue, il s'est réfugié dans la religion après avoir perdu ses enfants
- Saniyyeh Afifi : une veuve d'une cinquantaine d'années, propriétaire d'un autre immeuble, elle dépense ses économies pour épouser un homme plus jeune qu'elle
- Sélim Alwâne : riche commerçant qui a des vues sur Hamida
- Père Kâmil : il vend des pâtisseries

## Adaptation cinématographique
- 1995 : El callejón de los milagros, film mexicain réalisé par Jorge Fons, dont le scénario transpose le récit de Naguib Mahfouz à Mexico.

## Thèmes
Dans Passage des Miracles, les relations amoureuses entre hommes sont présentées comme une déviance sexuelle marquant la dégénérescence de la civilisation arabe. En cela, Naguib Mahfouz reproduit les idées britanniques sur l'homosexualité, devenues dominantes à travers la colonisation de l'Égypte.